# Antigonos II Gonatas
Antigonus II Gonatas (Ἀντίγονος B΄ Γονατᾶς) (319-239 v.Chr.) was de heerser van het koninkrijk Macedonië nadat hij er de Antigonidische machtspositie versterkt had na een lange periode van anarchie en chaos. Hij was beroemd om zijn overwinning op de Galliërs die de Balkan waren binnengevallen.

## Geboorte en familie
Antigonus Gonatas werd geboren rond 319 v.Chr., waarschijnlijk in Gonnoi in Thessalië, tenzij Gonatas afgeleid is van de ijzeren plaat die de knie beschermt (Oudgrieks: gonu, genitief gonatos. Betekent knie). De vader van Antigonus was Demetrius Poliorcetes, de zoon van Antigonos I Monophthalmos, die op dat moment een groot deel van Azië onder zijn controle had. Zijn moeder was Phila, de dochter van Antipater. Deze laatste controleerde bij zijn geboorte Macedonië en de rest van Griekenland en werd erkend als regent van het rijk van de nu gestorven Alexander de Grote. In theorie was het rijk daardoor nog steeds een geheel. In Antigonus' geboortejaar stierf Antipater echter, wat leidde tot een verdere verbrokkeling van het enorme rijk door de aanhoudende conflicten onder de Diadochen om grondgebied en macht.
Toen Antigonus' grootvader en vader dicht gekomen waren bij het herenigen van het rijk van Alexander, werd Antigonos Monophthalmos verslagen en gedood in de Slag bij Ipsus in 301 v.Chr. en het grondgebied dat hij vroeger onder zijn controle had gehad werd verdeeld onder zijn vijanden: Kassander, Ptolemaeus, Lysimachus en Seleucus.

## Generaal van Demetrius
Het lot van Antigonus Gonatas, nu 18 jaar uit, ging parallel met dat van zijn vader Demetrius, die de slag kon ontvluchten met 9.000 soldaten. Jaloezie onder de overwinnaars zorgde er uiteindelijk voor dat Demetrius een deel van de macht die zijn vader verloren had, terugkreeg. Hij veroverde Athene en in 294 v.Chr. maakte hij zich meester van de troon van Macedonië door Alexander, de zoon van Kassander, af te zetten.
Omdat Antigonus Gonatas de kleinzoon van Antipater en de neef van Kassander langs zijn moeder was, hielp zijn aanwezigheid de aanhangers van deze voormalige koningen zich te verzoenen met de heerschappij van zijn vader.
In 292 v.Chr., toen Demetrius een veldtocht hield in Boeotië, hoorde hij dat Lysimachus, de heerser van Thracië en vijand van zijn vader, gevangengenomen was door Dromichaetes, een heerser van de Getae. In de hoop Lysimachus' bezittingen in Thracië en Azië in te nemen, gaf Demetrius Antigonus de leiding over zijn leger in Boëotië en marcheerde zelf onmiddellijk noordwaarts. Terwijl hij weg was, kwamen de Boeotiërs in opstand, maar ze werden verslagen door Antigonus en teruggedreven naar Thebe.
Na de mislukking van zijn expeditie naar Thracië sloot Demetrius zich weer aan bij zijn zoon tijdens het Beleg van Thebe. Aangezien de Thebanen hun stad koppig verdedigden werden Demetrius' manschappen dikwijls teruggeslagen met grote verliezen. Toch liet hij ze de stad steeds opnieuw aanvallen, met niet veel hoop om hem met deze aanvallen ook echt in te nemen. Antigonus zou zijn vader gevraagd hebben: "Waarom, vader, laten wij het toe dat deze levens zo onnodig weggegooid worden?" Demetrius zou zijn onbezorgdheid over zijn soldaten uitgedrukt hebben door te zeggen: "We moeten rantsoenen vinden voor de doden." Hij toonde echter ook een gelijkaardige veronachtzaming voor zijn eigen leven en werd zwaargewond tijdens het beleg door een pijl in zijn nek.
In 291 v.Chr. slaagde Demetrius er uiteindelijk in de stad in te nemen door met belegeringswerktuigen de stadsmuren neer te halen. Maar de controle over Macedonië en Griekenland was slechts een stapsteen voor zijn plannen voor verdere veroveringen. Hij wilde niets minder dan de herleving van Alexanders rijk en begon hiervoor voorbereidingen te treffen. Hij gaf bevel tot het bouwen van een vloot van 500 schepen, waarvan velen van een nog nooit eerder geziene grootte moesten zijn.
Zo'n voorbereidingen en het duidelijke doel dat er achter schuilde, alarmeerde natuurlijk de andere koningen. Seleucus, Ptolemaeus, Lysimachus en Pyrrhus sloten onmiddellijk een alliantie. In de lente van 288 v.Chr. verscheen Ptolemaeus' vloot bij Griekenland, wat ervoor zorgde dat de steden in opstand kwamen. Ondertussen viel Lysimachus Macedonië aan vanuit het oosten terwijl Pyrrhus dat deed vanuit het westen. Demetrius gaf Antigonus het bevel over de rest van Griekenland, terwijl hij zo snel mogelijk naar Macedonië ging.
Tegen dat moment namen de Macedoniërs Demetrius zijn arrogantie en overdaad al kwalijk, en ze waren niet bereid een moeilijke veldtocht voor hem te vechten. In 287 v.Chr. veroverde Pyrrhus de Macedonische stad Beroea, en Demetrius' leger deserteerde en liep over naar de vijand die door de Macedoniërs erg veel bewonderd werd door zijn moed. Bij deze wending van het lot pleegde Phila, de moeder van Antigonus, zelfmoord met vergif. Ondertussen kwam ook Athene in opstand. Daarom keerde Demetrius terug en belegerde de stad, maar hij werd al snel ongeduldig en besloot een andere strategie te gebruiken. Hij liet Antigonus achter in Griekenland en ging zelf met zijn schepen, 11.000 man en al zijn cavalerie naar Klein-Azië.
Demetrius werd daar echter aangevallen door de legers van Lysimachus en Seleucus en hij werd verslagen. Antigonus daarentegen behaalde successen in Griekenland. Ptolemaeus' vloot werd verdreven en Athene gaf zich over.

## Troonsbestijging van Macedonië

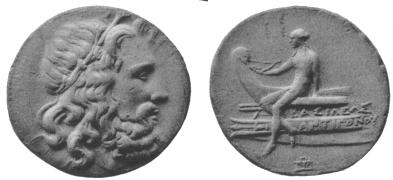
Munt van Antigonus II Gonatas.

In 285 v.Chr. gaf Demetrius zich over aan Seleucus. Hij schreef zijn zoon en zijn bevelhebbers in Athene en Korinthe toen om hen te zeggen dat ze hem vanaf dat moment moesten beschouwen als dood en dat ze elke brief die zogezegd door hem geschreven was, moesten negeren. Ondertussen was Macedonië verdeeld tussen Pyrrhus en Lysimachus, maar ze begonnen al snel te vechten en Lysimachus slaagde erin Pyrrhus te verdrijven en nam al snel het volledige rijk over.
Na de gevangenneming van zijn vader toonde Antigonus dat hij een trouwe zoon was. Hij schreef alle koningen, vooral Seleucus, om voor te stellen dat hij al het grondgebied dat hij onder zijn controle had, zou overgeven en zichzelf als gijzelaar zou omruilen voor de vrijlating van zijn vader. Ze weigerden echter allemaal zijn voorstel. In 283 v.Chr. stierf Demetrius in gevangenschap in Syrië. Hij was 55 jaar oud. Toen Antigonus hoorde dat het stoffelijk overschot van zijn vader naar hem gebracht werden, vertrok hij met zijn volledige vloot en ontmoette Seleucus' schepen ergens bij de Cycladen. Hij nam zijn vaders lichaam mee naar Korinthe met een grote ceremonie. Hierna werd hij begraven in de stad Demetrias, die zijn vader had gesticht in Thessalië.
In 282 v.Chr. verklaarde Seleucus de oorlog aan Lysimachus en versloeg en doodde hem het volgende jaar in de Slag bij Corupedium in Lydië. Daarna ging hij naar Europa om Thracië en Macedonië op te eisen, maar Ptolemaeus Ceraunus, de zoon van Ptolemaeus, vermoordde Seleucus en plaatste zichzelf op de Macedonische troon. Antigonus besloot dat de tijd rijp was om zijn vaders koninkrijk terug te nemen, maar toen hij noordwaarts opmarcheerde, versloeg Ptolemaeus Ceraunus zijn leger.
Ptolemaeus' successen bleven echter niet lang duren. In de winter van 279 v.Chr. vernietigde een grote horde Galliërs onder Brennus Ptolemaeus' leger en doodde hem in de slag, waarop twee jaren van complete anarchie in het rijk volgden. Na Macedonië geplunderd te hebben, vielen de Galliërs ook de zuidelijkere regio's van Griekenland binnen. Antigonus wilde samenwerken met andere machten om de Galliërs te verslaan, maar de Aetolische Bond nam de leiding. In 278 v.Chr. viel een Grieks leger de Galliërs aan bij Thermopylae en Delphi, versloeg hen en zorgde voor zware verliezen onder de Kelten.
Het volgende jaar ging Antigonus naar de Hellespont en ging aan land bij Lysimachia. Toen een leger van Galliërs onder leiding van Cerethrius aankwam, legde Antigonus een hinderlaag klaar. Hij verliet zijn kamp en liet zijn schepen op het strand leggen, en verborg daarna zijn troepen. De Galliërs plunderden het kamp, maar toen ze de schepen begonnen aan te vallen, verscheen Antigonus' leger, waardoor de Galliërs nu vast zaten tussen de Macedoniërs en de zee. Zo won Antigonus de beslissende overwinning bij Lysimachia en eiste de Macedonische troon op. Rond deze (voor de Grieken gunstig lijkende) tijd, beviel Antigonus' vrouw Phila, de dochter van Seleucus (en dus niet te verwarren met Antigonus' eigen moeder), van zijn zoon en opvolger, Demetrius II Aetolicus.

## Koning van Macedonië

### Antigonus tegen Pyrrhus
Pyrrhus, de koning van Epirus, was een erg goede generaal die erg bekend was voor zijn moed, maar hij gebruikte zijn talenten niet verstandig en probeerde dikwijls quasi onhaalbare doelen te bereiken. Daarom vergeleek Antigonus hem met een dobbelsteenspeler die uitstekende worpen had, maar niet wist hoe deze te gebruiken. Toen de Galliërs Ptolemaeus Ceraunus versloegen en de Macedonische troon vrijkwam, was Pyrrhus bezig in zijn overzeese veldtochten. In de hoop om eerst Italië en daarna Arfika te veroveren, raakte verwikkeld in oorlogen tegen Rome en Carthago, de twee machtigste staten in het westelijke Middellandse Zeegebied. Hij verloor de steun van de Griekse steden in Italië en Sicilië door zijn hoogmoedige gedrag. Omdat hij versterkingen nodig had, schreef hij naar Antigonus als medekoning om hem geld en troepen te vragen, maar die weigerde. In 275 v.Chr. eindigde de Slag bij Beneventum onbeslist, hoewel veel moderne bronnen (onjuist) zeggen dat Pyrrhus hem verloor. Pyrrhus was bijna door zijn manschappen heen door zijn veldtochten in de jaren daarvoor in Sicilië en eerdere "Pyrrhische overwinningen" tegen de Romeinen. Daarom besliste hij zijn veldtocht in Italië te beëindigen en terug te keren naar Epirus.
Pyrrhus' terugtocht uit Italië bleek echter zeer ongunstig te zijn voor Antigonus. Pyrrhus keerde terug naar Epirus met een leger van 8.000 man infanterie en 500 cavalerie, en hij had geld nodig om hen te betalen. Dit spoorde hem aan om een andere oorlog te beginnen. Daarom viel hij het volgende jaar met een extra leger van Gallische huurlingen Macedonië binnen met de bedoeling veel buit te maken. Deze veldtocht ging echter beter dan verwacht. Hij maakte zich meester van verschillende steden en 2.000 deserteurs sloten zich bij hem aan. Daarom begon hij hoop te krijgen op de troon zelf en begon Antigonus te zoeken. Hij viel diens leger aan in een nauwe pas en joeg hen op de vlucht. De olifanten die in Antigonus' leger zaten, werden overgegeven aan de Epirotische koning. Daarna achtervolgde Pyrrhus de rest van Antigonus' leger dat gedemoraliseerd door de nederlaag van daarvoor weigerde te vechten. Toen de twee legers tegenover elkaar kwamen te staan, riep Pyrrhus de verschillende officiers aan bij hun naam en overtuigde de volledige infanterie van Antigonus te deserteren. Antigonus kon echter ontsnappen door zijn identiteit te verbergen. Pyrrhus nam zo de controle over Hoog-Macedonië en Thessalië over, terwijl Antigonus de kuststeden behield.
Maar Pyrrhus gooide zijn overwinning weg. Hij nam de controle over Aigai, de oude hoofdstad van Macedonië, en legerde er een garnizoen Galliërs die de Macedoniërs erg beledigden door de tomben van hun koningen op te graven en de botten op de grond te laten liggen op zoek naar goud. Hij liet het ook na zijn tegenstander volledig af te maken. Hij liet hem in controle van de kuststeden en stelde zich tevreden met hem te beledigen. Hij noemde Antigonus een schaamteloze man door nog steeds het purper te dragen, maar hij deed verder niets om de overblijfselen van zijn macht te vernietigen.
Voordat deze veldtocht beëindigd was, was Pyrrhus al een nieuwe begonnen. In 272 v.Chr. vroeg Cleonymus, een belangrijke Spartaan, hem Laconië binnen te vallen om hem te helpen opnieuw op de Spartaanse troon te komen. Pyrrhus verzamelde een leger van 25.000 man infanterie, 2.000 man cavalerie en 24 oorlogsolifanten. Hij ging naar de Peloponnesos en bezette Megalopolis in Arcadië. Antigonus verzamelde na Macedonië gedeeltelijk veroverd te hebben alle soldaten die hij maar kon verzamelen en voer naar Griekenland om hem te verslaan. Aangezien een groot deel van het Spartaanse leger onder leiding van koning Areus in Kreta was op dat moment, belegerde Pyrrhus Sparta in de hoop de stad makkelijk te kunnen innemen, maar de burgers organiseerden moedig verzet, waardoor een van Antigonus' bevelhebbers, Aminias, de stad kon bereiken met een leger huurlingen uit Korinthe. Kort hierna keerde Areus terug uit Kreta met 2.000 man. De versterkingen versterken de weerstand, en Pyrrhus, die zag dat hij elke dag troepen verloor aan desertie, hief de aanvallen op en begon het platteland te plunderen.
De belangrijkste Peloponnesische stad na Sparta was Argos. De twee leiders van deze stad, Aristippus en Aristeas, waren rivalen van elkaar. Aristippus was een bondgenoot van Antigonus, en daarom nodigde Aristeas Pyrrhus uit om naar Argos te komen om hem te helpen de stad over te nemen. Antigonus wist dat Pyrrhus aan het opmarcheren was naar Argos en hij dirigeerde zijn leger daar ook naartoe. Hij bezette een sterke positie op een heuvel bij de stad. Toen Pyrrhus dit hoorde, sloeg hij zijn kamp op bij Nauplia en stuurde de volgende dag een gezant naar Antigonus. Hij noemde Antigonus een lafaard en daagde hem uit om op de vlakte te komen vechten. Antigonus antwoordde dat hij zelf wilde kiezen wanneer hij stierf en dat als Pyrrhus het moe was te leven, hij nog veel andere manieren kon vinden om te sterven.
De Argiven, die vreesden dat hun grondgebied oorlogsgebied zou worden, stuurden ambassades naar de twee koningen, smekend om ergens anders heen te gaan en hun stad toe te laten neutraal te blijven. Beide koningen gingen akkoord, maar Antigonus won het vertrouwen van de Argiven door zijn zoon als gijzelaar aan de stad te geven. Pyrrhus, die nog maar net een zoon had verloren bij de terugtocht vanuit Sparta, deed dit niet. Integendeel, hij smeedde met de hulp van Aristeas een plan om de stad in te nemen. In het midden van de nacht liet hij zijn leger tot bij de stadsmuren marcheren en kwam de stad binnen door een poort die door Aristeas geopend was. Zijn Gallische troepen bezetten het marktplein, maar hij had moeilijkheden zijn olifanten de stad binnen te krijgen door de kleine poorten. Dit gaf de Argiven de tijd zich te organiseren. Ze bezetten strategische punten in de stad en stuurden boodschappers naar Antigonus om hulp te vragen.
Toen Antigonus hoorde dat Pyrrhus de stad had aangevallen, ging hij naar de muren en stuurde een sterk deel van zijn leger naar binnen om de Argiven te helpen. Ondertussen kwam ook Areus aan met een leger van 1.000 Kretenzers en lichtbewapende Spartanen. Deze legers vielen de Galliërs op het marktplein aan. Pyrrhus wist dat zijn Gallische troepen in moeilijkheden zaten en begon verder de stad binnen te gaan met meer troepen, maar dit leidde in de smalle straten al snel tot verwarring toen mannen verloren liepen. Daarop lasten beide partijen een pauze in en wachtten tot het aanbreken van de dag. Toen de zon opkwam, zag Pyrrhus hoe sterk zijn tegenstanders waren en besloot dat het beste wat hij kon doen zich terugtrekken was. Hij vreesde dat de poorten te smal zouden zijn voor zijn troepen om de stad makkelijk uit te kunnen komen en stuurde daarom een boodschap naar zijn zoon, Helenus, die buiten was met het grootste deel van het leger, waarin hij vroeg om een deel van de muren af te breken. De boodschapper slaagde er echter niet in om zijn instructies duidelijk over te brengen. Omdat Helenus niet had begrepen wat hij moest doen, nam hij de rest van de olifanten en een select groepje soldaten met zich mee en marcheerde de stad binnen om zijn vader te hulp te schieten.
Nu een deel van zijn troepen de stad probeerden uit te geraken en een ander deel probeerde binnen te komen, was Pyrrhus' leger nu volledig verward. Dit werd nog erger gemaakt door de olifanten. De grootste was gevallen voor de poort en blokkeerde zo de weg, terwijl een andere olifant met de naam Nicon zijn berijder probeerde te vinden. Het beest liep tegen de stroom vluchtenden in en verpletterde zowel Pyrrhus' als Antigonus' soldaten. Toen het zijn dode meester vond, raapte hij hem op, plaatste hem op zijn slagtanden en begon als een dolle te keer te gaan. In deze chaos werd Pyrrhus geraakt door een baksteen geworpen door een oude vrouw en gedood door Zopyrus, een soldaat van Antigonus. Zo eindigde de loopbaan van de bekendste soldaat van zijn tijd.
Alcyoneus, een van Antigonus' zonen, hoorde dat Pyrrhus gedood was. Hij nam zijn vaders vijands hoofd, dat afgehakt was door Zopyrus, en reed naar de plaats waar zijn vader was en gooide het aan zijn voeten. Antigonus was niet blij, maar boos op zijn zoon en sloeg hem, terwijl hij hem een barbaar noemde en hem wegstuurde. Daarna bedekte hij zijn gezicht met zijn mantel en begon te huilen. Het lot van Pyrrhus herinnerde hem maar al te goed van het tragische lot dat zijn eigen grootvader en vader hadden ondergaan. Zij hadden ook gelijkaardige wendingen van het lot gekend. Daarna liet hij Pyrrhus' lichaam cremeren in een plechtigheid.
Na de dood van Pyrrhus gaf zijn hele leger en kamp zich over aan Antigonus, waardoor diens macht nu veel groter werd. Later vond Alcyoneus Helenus, Pyrrhus' zoon, verkleed in versleten kleren. Hij behandelde hem vriendelijk en bracht hem naar zijn vader, die nu blijer was met zijn zoons gedrag. 'Dit is beter dan wat je eerder deed, mijn zoon,' zei hij, 'maar waarom laat je hem in deze kleren die een schande zijn voor ons nu we weten dat wij de overwinnaars zijn?' Antigonus behandelde Helenus als een gast en stuurde hem later terug naar Epirus.
Dit was echter niet het einde van Antigonus' problemen met Epirus: kort daarna herhaalde Alexander II, een andere zoon van Pyrrhus en zijn opvolger als koning van zijn koninkrijk, zijn vaders daden door Macedonië te veroveren. Maar slechts enkele jaren werd Alexander niet enkel verdreven uit Macedonië door Antigonus' zoon Demetrius, maar hij verloor ook Epirus en moest in ballingschap gaan in Akarnanië. Zijn ballingschap duurde niet lang, want de Macedoniërs moesten uiteindelijk Epirus verlaten onder druk van Alexanders bondgenoten, de Akarnaniërs en de Aetoliërs. Alexander lijkt te zijn gestorven in 242 v.Chr., waardoor zijn land achterbleef onder het regentschap van zijn vrouw Olympias. Zij bleek goede relaties te willen onderhouden met Epirus' machtige buur. Dit werd bevestigd door een huwelijk tussen haar dochter Pthia en Antigonus' zoon en erfgenaam Demetrius.

### Chremonideïsche Oorlog

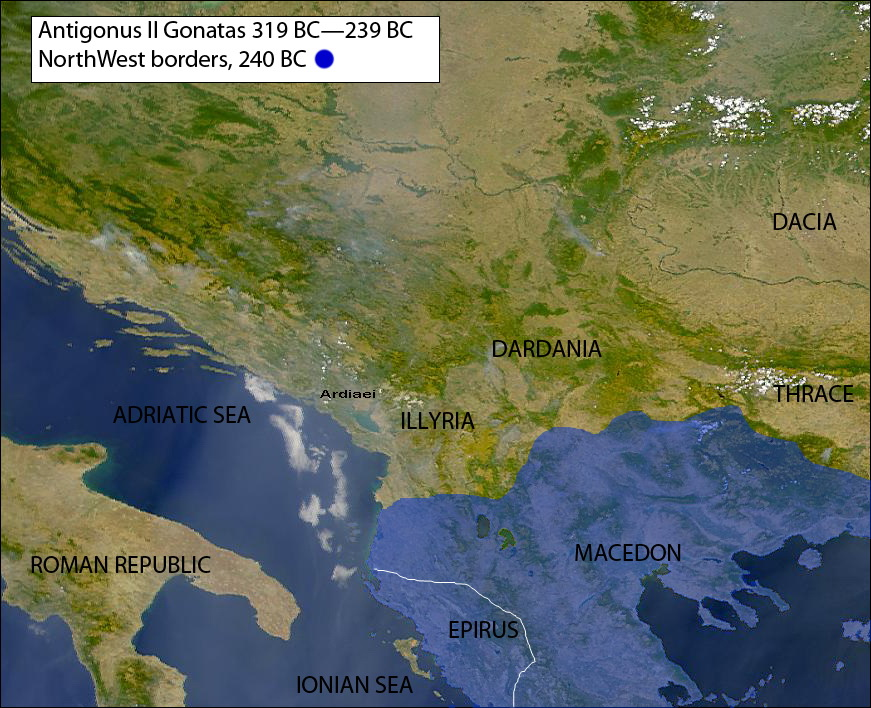
Noordelijke grens van Macedonië in 240 v.Chr.

Na de herovering van de gebieden die bezet waren geweest door Pyrrhus had Antigonus Macedonië en Griekenland stevig onder zijn controle. Hij kon ook rekenen op zijn dankbare bondgenoten Argos en Sparta en een garnizoen in Korinthe en andere steden. De voorzichtige manier om zijn macht te gebruiken toont dat hij de gebeurtenissen die de carrières van zijn grootvader en vader hadden gekarakteriseerd wilde vermijden. Hij wist dat de Grieken hun vrijheid en autonomie erg belangrijk vonden, en daarom liet hij het uitschijnen dat ze dat ook hebben, zolang dat niet zijn eigen macht minder groot maakte. Hij probeerde ook de haat tegen de heerser die onder de Grieken veroorzaakt werd door directe heerschappij te vermijden door het aanstellen van 'tussenpersonen'. Het is ook voor deze reden dat Polybios zegt: 'Geen enkele man bracht ooit meer absolute heersers aan de macht in Griekenland dan Antigonus."
De volgende fase van Antigonus loopbaan wordt nergens vermeld en wat we weten is samengesteld uit enkele fragmenten: Antigonus lijkt erg goede relaties onderhouden te hebben met Antiochus, de Seleucidische heerser over Azië, wiens liefde voor Stratonice, de zus van Antigonus, erg bekend is. Een alliantie tussen deze twee bedreigde echter natuurlijk de Ptolemaeën. Ondertussen waren in Griekenland Athene en Sparta, ooit de dominante staten, niet meer blij met de overheersing van Antigonus. De trots die in het verleden deze steden aartsvijanden gemaakt had, spoorde hen nu aan zich bij elkaar aan te sluiten. In 267 v.Chr., waarschijnlijk op aansporen van Egypte, overtuigde een Athener met de naam Chremonides zijn stadsgenoten om zich bij de Spartanen aan te sluiten en de oorlog te verklaren aan Antigonus.
De Macedonische koning had zijn antwoord klaar: hij plunderde het grondgebied van Athene terwijl hij zijn vloot de haven ervan blokkeerde. In deze veldtocht vernietigde hij ook heiligdommen van Poseidon die op de grens van Attika stonden, dicht bij de grens met Megara. Om de Atheners te helpen en te voorkomen dat de macht van Antigonus te veel groeide, zond Ptolemaeus II Philadelphus, de Ptolemaeïsche koning van Egypte, een vloot naar de stad om de blokkade te doorbreken. De Egyptische admiraal, Patroclus, landde op een klein, onbewoond eiland bij Laurion en plaatste er een fort dat hij zou gebruiken als basis voor zijn operaties ter zee (dit eiland werd later naar hem genoemd).
Het Seleucidische Rijk had een vredesverdrag getekend met Egypte na de Eerste Syrische Oorlog, maar Antiochus' schoozoon, Magas, de koning van Cyrene, overtuigde Antiochus om zijn voordeel te halen uit de oorlog in Griekenland door Egypte aan te vallen. Om dit tegen te gaan stuurde Ptolemaeus een vloot van piraten en plunderaars om de provincies van Antiochus aan te vallen en te plunderen, terwijl zijn leger zelf een defensieve tactiek aannam. Het slaagde erin het sterkere Seleucidische leger tegen te houden. Hoewel hij Egypte succesvol had verdedigd, slaagde Ptolemaeus II er niet in om Athene van Antigonus te redden. In 263/2 of 262/1 v.Chr. sloten de Atheners en Spartanen, uitgeput door verschillende jaren oorlog en de plundering van hun gebied, vrede met Antigonus, die zo zijn controle over Griekenland had behouden.
Ptolemaeus II bleef zich inmengen in de gebeurtenissen in Griekenland en dit leidde tot oorlog in 261 v.Chr. Na twee jaar waarin weinig gebeurde sloot Antiochus II, de nieuwe Seleucidische koning, een militair verdrag met Antigonus, en de Tweede Syrische Oorlog begon. Bij de gecombineerde aanval verloor Egypte gebieden in Anatolië en Fenicië. De stad Milete, die onder controle stond van zijn bondgenoot, Timarchus, werd ook ingenomen door Antiochus. In 255 v.Chr. sloot Ptolemaeus vrede, waarbij hij grondgebied afstond aan de Seleuciden en Antigonus erkende als heerser over Griekenland.
Twee jaar later kwam de Egyptenaar echter opnieuw tussenbeide door de Macedonische gouverneur van Korinthe en Euboea, Alexander, de zoon van Craterus, om te kopen. Deze kwam in opstand tegen zijn koning en wilde onafhankelijk worden. Alexanders opstand was de grootste bedreiging voor de Macedonische hegemonie in Griekenland, en aangezien Antigonus' pogingen om hem te verslaan onsuccesvol bleken te zijn, liet hij de verrader vergiftigen in 247 v.Chr. Door een huwelijk voor te stellen met Demetrius, zijn zoon, kreeg Antigonus zijn vrouw Nicaea aan zijn kant en kreeg zo opnieuw de controle over Korinthe in de winter van 245/4 v.Chr.

### Antigonus tegen Aratus
Nadat hij met deze bedreiging afgerekend had, lag het grootste gevaar voor de macht van Antigonus in de Griekse voorliefde voor vrijheid. In 251 v.Chr. verdreef Aratus, een jonge edelman uit Sicyon, de tiran Nicocles, die met het stilzwijgen van Antigonus daar had geregeerd. Aratus riep ook alle bannelingen terug naar de stad. Dit leidde tot verwarring en verdeeldheid binnen de stad. Aratus vreesde dat Antigonus deze verdeeldheid zou uitbuiten, en vroeg daarom of de stad zich mocht aansluiten bij de Achaeïsche Bond, een bond van een aantal kleine Achaeïsche steden op de Peloponnesos.
Antigonus verkoos diplomatie boven geweld te gebruiken tegen Aratus en probeerde weer opnieuw de controle over Sicyon te krijgen door de jongeman terug achter zich te krijgen. Hij stuurde hem daarom een geschenk van 25 talenten, maar Aratus gaf dat onmiddellijk weg aan zijn medeburgers; hij liet zich niet omkopen. Met dit geld en een andere som die hij kreeg van Ptolemaeus II, kon hij de verschillende partijen binnen Sicyon weer samenbrengen en de stad herenigen.
Antigonus was niet gerust in de toename in macht en populariteit van Aratus. Als hij erin zou slagen militaire en financiële steun te krijgen van Ptolemaeus, zou Aratus in staat kunnen zijn om zijn positie te bedreigen. Hij besloot daarom om hem ofwel aan zijn kant te krijgen of hem ten minste in diskrediet te brengen bij Ptolemaeus. Om dit te bewerkstelligen stuurde hij hem nog meer geschenken. Toen hij een offer deed aan de goden in Korinthe, zond hij een deel van het vlees naar Aratus bij Sicyon, en gaf hem een compliment bij zijn gasten: "Ik dacht dat deze Sicyonische jongeling enkel liefhebber was van vrijheid en van zijn medeburgers, maar nu ik goed naar hem kijk zie ik dat hij de gedragingen en handelingen van een koning heeft. Want vroeger minachtte hij ons, en, door zijn hopen verder weg te plaatsen, bewonderde de Egyptenaren, waarbij hij veel hoorde van hun olifanten, vloten, en paleizen. Maar na al deze dichterbij gezien te hebben, en begrepen te hebben dat het slechts toneelvoorwerpen en praalstukken zijn, is hij nu naar ons overgekomen. En ik althans ben blij hem te ontvangen, en, zelf van plan hem goed te gebruiken, ik beveel jullie om hem te zien als een vriend." Dit werd gemakkelijk geloofd door velen, en toen dit verteld werd aan Ptolemaeus, geloofde hij het gedeeltelijk.
Maar Aratus was verre van een vriend van Antigonus, die hij zag als de onderdrukker van de vrijheid van zijn stad. In 243 v.Chr. veroverde hij tijdens een nachtelijke aanval de Akrokorinthos, het strategisch belangrijke fort waarmee Antigonus de Isthmus van Korinthe en de Peloponnesos controleerde. Toen het nieuws van zijn overwinning Korinthe bereikte, kwamen de Korinthiërs in opstand, namen Antigonus' aanhangers de macht af en sloten zich aan bij de Achaeïsche Bond. Daarna veroverde Aratus de haven van Lechaeum en veroverde 25 schepen van Antigonus.
Deze tegenslag voor Antigonus zorgde voor een grote opstand tegen Macedonië. De Megariërs kwamen in opstand en sloten zich samen met de Troizeniërs en Epidauriërs ook aan bij de Achaeïsche Bond. Nu hij nog sterker geworden was, viel Aratus het grondgebied van Athene binnen en plunderde Salamis. Elke Athener die hij gevangen nam werd, mocht zonder losgeld terugkeren naar zijn stad. Dit deed hij om hen aan te sporen ook in opstand te komen. De Macedoniërs behielden de controle over Athene en de rest van Griekenland echter.

## Relaties met filosofen
Antigonus omringde zich op zijn hof met een cirkel van belangrijke intellectuelen en filosofen. Hij werd verschillende keren vermeld door Diogenes Laërtius in Leven en leer van beroemde filosofen dankzij zijn relatie met verscheidene filosofen, in het bijzonder die die behoorden tot de Megarische, Pyrrhonistische, Cynische en Stoïcijnse scholen. Er werd geschreven dat "veel personen de gunst van Antigonus zochten en naar hem gingen telkens als hij naar Athene ging" en dat na een zeeslag zonder naam veel Atheners naar Antigonus gingen of hem flatterende brieven stuurden.
Veel van de filosofen met wie Antigonus zich omringde behoorden tot de Megarische School. Euphantus, een filosoof van die school, leerde Antigonus "en wijdde het werk Over Koningschap, dat erg populair was, aan hem toe." Antigonus kende ook de Pyrrhonistische filosoof Timon van Phlius. Menedemus hadden beide vroeger gestudeerd aan de Megarische school. Toen de filosoof Bion van Borysthenes ziek werd, stuurde Antigonus hem twee dienaars die hem moesten dienen als verplegers, en daarna bezocht Antigonus hem een aantal keer.
Uiteindelijk werd Antigonus toch het meest geassocieerd met de Stoïcijnen. Zeno van Citium studeerde bij zowel de Megariërs als Cynici voordat hij de Stoïcijnse school stichtte en hij kwam veel in het gezelschap van Antigonus. Er werd geschreven dat "Antigonus ook hem [Zeno] begunstigde, en telkens als hij naar Athene kwam, luisterde hij naar zijn lectuur en hij nodigde hem dikwijls uit om naar zijn hof te komen." Diogenes Laërtius geeft ons ook een aantal brieven tussen Zeno en Antigonus, waarin hij de Stoïcijn vroeg om naar zijn hof te komen en hem te komen helpen voor het goed van het Macedonische volk. Zeno was op dat moment te ziek om te reizen en stuurde daarom twee van zijn beste studenten, Persaeus en Philonides de Thebaan, die daarna bleven leven bij Antigonus.
Terwijl Persaeus op Antigonus' hof was, stuurde Antigonus hem eens het valse nieuws dat het land geplunderd was door de vijand. Toen het van zijn gelaat viel af te lezen dat het niet echt zo was, zei hij: "Zie je het? Dat rijkdom niet een kwestie van onverschilligheid is?" Persaeus werd daarna een belangrijke figuur op het Macedonische hof. Nadat Antigonus Korinthe veroverde rond 244 v.Chr., gaf hij Persaeus de controle over deze stad als archont. Persaeus stierf in 243 v.Chr. terwijl hij de stad aan het verdedigen was tegen een aanval van Aratus van Sicyon.
Na Zeno's dood zei Antigonus meermaals: "Wat een publiek heb ik verloren!" Antigonus gaf daarna een geschenk van drieduizend drachmen aan Cleanthes, Zeno's opvolger als hoofd van de Stoa. De dichter Aratus, die gestudeerd had bij de Stoïcijnse school van Zeno, leefde ook op het hof van Antigonus.

## Dood
Antigonus stierf in 239 v.Chr. op tachtigjarige leeftijd en liet zijn koninkrijk overgaan op zijn zoon Demetrius II, die de volgende tien jaar zou regeren. Met uitzondering van de korte periode waarin hij de Galliërs versloeg, was Antigonus geen heroïsche of succesvolle militaire leider. Zijn vaardigheden waren vooral politiek gericht. Hij koos ervoor om sluwheid, geduld en volharding te gebruiken om zijn doelen te bereiken. Terwijl meer geniale leiders, zoals zijn vader Demetrius en zijn buur Pyrrhus, hoger richtten en lager vielen, koos Antigonus voor veiligheid. Er werd ook gezegd van hem dat hij zijn onderdanen achter zijn zijde kreeg met zijn eerlijkheid en de groei van de kunst, wat hij bereikte door hem veel filosofen, dichters en historici te verzamelen. Een tombe in de Archeologische site van Aigai zou de zijne zijn.